# Герои Российской Федерации — В
В настоящем списке представлены в алфавитном порядке Герои Российской Федерации, чьи фамилии начинаются с буквы «В». Список содержит информацию о роде войск (службе, деятельности) Героев на время присвоения звания, дате рождения, месте рождения, дате смерти и месте смерти Героев.
 Серым цветом в таблице выделены Герои, награждённые посмертно. 
| №  | Фото | Фамилия Имя Отчество               | Род войск, служба            | Годы жизни                         | Место рождения                                                          | Место гибели (смерти)                                  |        |
| -- | ---- | ---------------------------------- | ---------------------------- | ---------------------------------- | ----------------------------------------------------------------------- | ------------------------------------------------------ | ------ |
| 1  |      | Ваганов, Александр Владленович     | ВМФ                          | 3 апреля 1954 — 21 ноября 2016     | Лисичанск, Ворошиловоградская область, Украинская ССР                   | Санкт-Петербург                                        |        |
| 2  |      | Вагнер, Иван Викторович            | Лётчик-космонавт             | род. 10 июля 1985                  | Североонежск, Архангельская область, РСФСР                              |                                                        |        |
| 3  |      | Валов, Леонид Григорьевич          | МВД                          | 30 апреля 1947 — 15 декабря 1995   | Свердловск, Свердловская область, РСФСР                                 | Гудермес, Чечня                                        |        |
| 4  |      | Вальский, Сергей Васильевич        | ВМФ                          | род. 13 мая 1974                   |                                                                         |                                                        | [ 1 ]  |
| 5  |      | Вандышев, Сергей Иванович          | авиация                      | 5 июля 1919 — 4 марта 1996         | Рузаевка, Пензенская губерния, РСФСР                                    | Улан-Удэ, Республика Бурятия                           | [ 2 ]  |
| 6  |      | Варлаков, Олег Евгеньевич          | МВД                          | 25 июня 1972 — 7 марта 1996        | Янгиюль, Ташкентская область, Узбекская ССР                             | Грозный, Чечня                                         |        |
| 7  |      | Варфоломеев, Валерий Владимирович  | ВМФ                          | род. 13 августа 1971               | Владивосток, Приморский край, РСФСР                                     |                                                        |        |
| 8  |      | Васенков, Виктор Владимирович      | авиация                      | род. 24 марта 1947                 | Моздок, Северо-Осетинская АССР, РСФСР                                   |                                                        | [ 3 ]  |
| 9  |      | Василёв, Сергей Владимирович       | Десантные войска             | 27 апреля 1980 — 1 марта 2000      | Брянск, Брянская область, РСФСР                                         | Высота 776, Чечня                                      |        |
| 10 |      | Василенко, Вячеслав Андреевич      | Конструктор                  | род. 7 июля 1948                   | Веселоярск, Рубцовский район, Алтайский край, РСФСР                     |                                                        |        |
| 11 |      | Васильев, Владимир Анатольевич     | Пехота и мотострелки         | 14 июня 1962 — 1 декабря 1999      | Ясная Поляна, Ташлинский район, Оренбургская область, РСФСР             | пос. Первомайский, Чечня                               |        |
| 12 |      | Васильев, Михаил Владимирович      | Русская православная церковь | 19 мая 1971 — 6 ноября 2022        | Ненецкий автономный округ, Архангельская область, РСФСР                 | Херсонская область                                     |        |
| 13 |      | Васильев, Николай Михайлович       | Десантные войска             | 20 июля 1978 — 11 января 2023      | Ахтубинск, Астраханская область, РСФСР                                  | Кременная, Луганская область                           |        |
| 14 |      | Васильченко, Денис Сергеевич       | Пехота и мотострелки         | 25 октября 1978 — 19 октября 2022  | Москва, РСФСР                                                           | Украина                                                |        |
| 15 |      | Васюта, Олег Иванович              | ВМФ                          | род. 3 октября 1950                | Ходоров, Львовская область, Украинская ССР                              |                                                        |        |
| 16 |      | Васянин, Михаил Иванович           | МВД                          | 12 ноября 1952 — 9 июля 1996       | Кустанай, Кустанайская область, Казахская ССР                           | с. Гехи, Чечня                                         |        |
| 17 |      | Вахитов, Руслан Мовладович         | Политик                      | 24 сентября 1960 — 16 июля 2000    | с. Алхан-Юрт, Чечено-Ингушская АССР, РСФСР                              | с. Алхан-Юрт, Чечня                                    | [ 4 ]  |
| 18 |      | Ващук, Юрий Михайлович             | авиация                      | род. 12 июня 1963                  | Барнаул, Алтайский край, РСФСР                                          |                                                        | [ 5 ]  |
| 19 |      | Вдовкин, Виктор Викторович         | Морская пехота               | род. 24 апреля 1962                | с. Георгиевка, Чимкентская область, Казахская ССР                       |                                                        |        |
| 20 |      | Величко, Виктор Васильевич         | Пехота и мотострелки         | род. 16 сентября 1975              | Моздок, Северо-Осетинская АССР, РСФСР                                   |                                                        |        |
| 21 |      | Ветчинов, Денис Васильевич         | Пехота и мотострелки         | 28 июня 1976 — 9 августа 2008      | пгт. Шантобе, Целиноградская область, Казахская ССР                     | Цхинвал, Республика Южная Осетия                       | [ 6 ]  |
| 22 |      | Визнюк, Олег Станиславович         | ВВ МВД                       | 24 января 1968 — 6 августа 1996    | Брянск, Брянская область, РСФСР                                         | Грозный, Чечня                                         |        |
| 23 |      | Виноградов, Николай Николаевич     | МВД                          | 1 ноября 1969 — 9 января 2000      | Магадан, Магаданская область, РСФСР                                     | Аргун, Чечня                                           |        |
| 24 |      | Виноградов, Павел Владимирович     | Лётчик-космонавт             | род. 31 августа 1953               | Магадан, Магаданская область, РСФСР                                     |                                                        | [ 7 ]  |
| 25 |      | Власенков, Александр Александрович | Пехота и мотострелки         | 12 марта 1998 — 2 сентября 2022    | Визинга, Сысольский район, Республика Коми                              | Уды, Богодуховский район, Харьковская область, Украина |        |
| 26 |      | Власов, Владимир Александрович     | авиация                      | 22 августа 1963 — 26 сентября 2002 | с. Александровка, Кустанайская область, Казахская ССР                   | с. Галашки, Ингушетия                                  |        |
| 27 |      | Власов, Олег Александрович         | Морская пехота               |                                    |                                                                         |                                                        |        |
| 28 |      | Власов, Павел Николаевич           | авиация                      | род. 13 октября 1960               | Лебедин, Сумская область, Украинская ССР                                |                                                        | [ 8 ]  |
| 29 |      | Власов, Сергей Вячеславович        | Десантные войска             | род. 1 марта 1968                  | с. Архангельское, Пермская область, РСФСР                               |                                                        |        |
| 30 |      | Власов, Сергей Николаевич          | ФСБ                          | 12 декабря 1974 — 17 июня 2006     | Ленинград, РСФСР                                                        | Аргун, Чечня                                           |        |
| 31 |      | Водолажский, Василий Александрович | авиация                      | 9 февраля 1937 — 18 июня 1992      | с. Хотомля, Харьковская область, Украинская ССР                         | Минск, Белоруссия                                      | [ 9 ]  |
| 32 |      | Волков, Александр Александрович    | Бронетанковые войска         | 1 марта 1920 — 23 марта 2010       | д. Вишнёвая Поляна, Казанская губерния, РСФСР                           | Люберцы, Московская область                            | [ 10 ] |
| 33 |      | Волков, Александр Алексеевич       | спецназ ГРУ                  | род. 20 сентября 1988              | Молдавская ССР                                                          |                                                        |        |
| 34 |      | Волков, Сергей Александрович       | Лётчик-космонавт             | род. 1 апреля 1973                 | Чугуев, Харьковская область, Украинская ССР                             |                                                        |        |
| 35 |      | Воловиков, Андрей Валентинович     | авиация                      | род. 13 июня 1965                  | Пермь, Пермская область, РСФСР                                          |                                                        | [ 11 ] |
| 36 |      | Володин, Николай Николаевич        | авиация                      | 28 июля 1977 — 31 августа 2002     | с. Большая Елань, Пензенская область, РСФСР                             | с. Бешил-Ирзу, Чечня                                   |        |
| 37 |      | Володькин, Владимир Николаевич     | ВМФ                          | род. 6 декабря 1953                | пос. Шахтарский, Тульская область, РСФСР                                |                                                        |        |
| 38 |      | Волосков, Алексей Владимирович     | Бронетанковые войска         | род. 28 августа 1977               | стан. Красноармейская, Красноармейский район, Краснодарский край, РСФСР |                                                        | [ 12 ] |
| 39 |      | Волошин, Артур Владимирович        | МВД                          | 24 июня 1973 — 24 октября 1995     | пос. Ильичевск, Азербайджанская ССР                                     | с. Харачой, Чечня                                      |        |
| 40 |      | Волошина, Вера Даниловна           | Партизанка                   | 30 сентября 1919 — 29 ноября 1941  | Кемерово, Томская губерния, РСФСР                                       | д. Головково, Московская область                       |        |
| 41 |      | Вольф, Виталий Александрович       | Миротворческие силы          | 17 июля 1972 — 27 марта 1993       | п. Малиновский, Алтайский край, РСФСР                                   | Нижние Эшеры, Абхазия                                  | [ 13 ] |
| 42 |      | Ворновской, Юрий Васильевич        | Пехота и мотострелки         | 3 октября 1979 — 2 марта 2000      | с. Шеино, Белгородская область, РСФСР                                   | с. Харсеной, Чечня                                     |        |
| 43 |      | Воробьёв, Алексей Владимирович     | Десантные войска             | 14 мая 1975 — 1 марта 2000         | пос. Боровуха, Витебская область, Белорусская ССР                       | Высота 776, Чечня                                      |        |
| 44 |      | Воробьёв, Борис Алексеевич         | авиация                      | 2 февраля 1949 — 17 июня 1998      | Ногинск, Московская область, РСФСР                                      | Торжок, Тверская область                               |        |
| 45 |      | Воробьёв, Вячеслав Михайлович      | МВД                          | род. 29 мая 1984                   | Белгород, Белгородская область, РСФСР                                   |                                                        |        |
| 46 |      | Воробьёв, Дмитрий Александрович    | Пехота и мотострелки         | род. 27 ноября 1975                | Ташкент, Узбекская ССР                                                  |                                                        |        |
| 47 |      | Воробьёв, Роман Александрович      | Пехота и мотострелки         | 17 сентября 1996 — 5 июня 2023     |                                                                         | Украина                                                |        |
| 48 |      | Воробьёв, Юрий Леонидович          | МЧС                          | род. 2 февраля 1948                | Красноярск, Красноярский край, РСФСР                                    |                                                        | [ 14 ] |
| 49 |      | Ворожанин, Олег Викторович         | Десантные войска             | 30 марта 1969 — 16 января 1995     | с. Киров, Клинцовский район, Брянская область, РСФСР                    | Грозный, Чечня                                         |        |
| 50 |      | Воронин, Сергей Николаевич         | Пехота и мотострелки         | род. 12 июня 1973                  | Кокчетав, Кокчетавская область, Казахская ССР                           |                                                        |        |
| 51 |      | Воскресенский, Андрей Владимирович | ВМФ                          | 28 января 1972 — 1 июля 2019       | Севастополь, Крымская область, Украинская ССР                           | Баренцево море                                         | [ 15 ] |
| 52 |      | Вотинцев, Игорь Викторович         | авиация                      | род. 6 марта 1953                  | Жуковский, Московская область, РСФСР                                    |                                                        | [ 16 ] |
| 53 |      | Вчерашнев, Сергей Георгиевич       | Пехота и мотострелки         | 11 апреля 1959 — 1 декабря 1980    | пос. Горняцкий, Ростовская область, РСФСР                               | н.п. Руха, провинция Парван, Афганистан                | [ 17 ] |